# Celia Villalobos
Celia Villalobos Talero (Arroyo de la Miel, Benalmádena, Málaga, 18 de abril de 1949) es una funcionaria y expolítica española, que fue diputada en el Congreso por Málaga desde el año 1986, durante diez legislaturas.
Ha sido ministra de Sanidad y Consumo, alcaldesa de Málaga y ha ocupado diversos cargos de responsabilidad en el Congreso de los Diputados y en la estructura orgánica del Alianza Popular (actualmente el Partido Popular). Ha sido portavoz adjunta del Partido Popular en la cámara baja y presidenta de la Comisión del Pacto de Toledo.
Es Dama gran cruz de la Real Orden de Isabel la Católica y Dama gran cruz de la Real Orden de Carlos III en reconocimiento a sus servicios al Reino de España.

## Trayectoria política
En su juventud militó en el PCE de Málaga, su provincia natal, identificada con su antifranquismo. El 1986 fue elegida diputada por Alianza Popular (más tarde Partido Popular) al Congreso de los Diputados por la circunscripción de Málaga para la tercera legislatura de la democracia española y mantuvo su escaño en la Cámara Baja hasta su decisión de retirarse de la política en 2019.
La imagen pública de la andaluza comenzó a fraguarse en los años noventa como tertuliana en el programa de Jesús Hermida. En 1993 formó parte de la Ejecutiva del Partido Popular de Aznar, junto a otras políticas destacadas del PP como Soledad Becerril, Teófila Martínez, Isabel Tocino, Rita Barberá, Luisa Fernanda Rudi, Loyola de Palacio, etc. Aquel grupo de mujeres proporcionó una nueva imagen pública más moderna y de derecha europea al partido conservador español, para distanciarse de la anterior fraguista.
En 1994 fue elegida eurodiputada, cargo que ocupó durante un año y que dejó para centrarse en la política municipal.
En 1995 ganó las elecciones municipales y la alcaldía de Málaga. Fue la primera mujer en ocupar este puesto en la capital malagueña. Encabezó la candidatura del PP y obtuvo 15 concejalías, quedándose a una de la mayoría absoluta. Volvió a presentarse para el siguiente mandato y revalidó en 1999 obteniendo mayoría absoluta. 
En los cinco años que fue alcaldesa de Málaga, sentó la bases de la transformación de la ciudad. Alcanzó hitos importantes como la aprobación del nuevo PGOU, inició nuevas infraestructuras como el Palacio de Deportes José María Martín Carpena y del Palacio de Ferias y Congresos, comenzó la construcción del túnel bajo la Alcazaba que mejoró la conectividad viaria entre el este y el oeste de la ciudad, impulsó el Festival de Cine Español, y peleó para que el AVE llegara a Málaga, motivo por el que se enfrentó al Gobierno de Aznar. El 27 de abril de 2000 dejó este cargo en manos de su segundo de a bordo, Francisco de la Torre, para formar parte del Gobierno de España.
Fue nombrada ministra de Sanidad y Consumo entre el 27 de abril de 2000 y el 10 de julio del 2002, como parte del ejecutivo formado por Aznar para la VII Legislatura de la democracia española. Su papel en el Ministerio fue considerado polémico. En esa etapa se desató la alarma social ante la propagación del conocido como el mal de las vacas locas y ante la situación la entonces ministra generó la polémica al desaconsejar el consumo de caldo con huesos de vacuno. Como consecuencia de esta crisis se creó la Agencia Española de Seguridad Alimentaria. Por otro lado, durante esos años se produjo la descentralización total de la Sanidad a favor de las comunidades autónomas que no la tenían ya transferida. En 2002 fue pregonera de la Semana Santa de Málaga.
Fue portavoz adjunta del Partido Popular en la cámara baja y presidenta de la Comisión del Pacto de Toledo. Su relación con Aznar fue buena y con Rajoy fue crítica y distante, lo que le supuso carecer de la protección del partido. Su figura siempre fue polémica dentro del PP, reivindicándose como experta en temas sociolaborales y significada como luchadora antifranquista, representado al ala más progresista de los populares.
En la VIII Legislatura ocupó el cargo de secretaria segunda del Congreso de los Diputados. En la IX Legislatura pasó a ocupar la secretaría cuarta del Congreso de los Diputados. En 2009 fue llamada al orden por la presidenta del Parlamento, abandonando la sesión. Vivía en Madrid, de donde fue diputada en el Congreso de los Diputados y formó parte de la mesa de dicha cámara.
El 12 de diciembre de 2011, Mariano Rajoy la propuso ante su partido como vicepresidenta del Congreso de los Diputados para la X legislatura.
En 2015 era considerada una de las 10 mujeres más influyentes dentro de su partido, junto a Soraya Sáenz de Santamaría, María Dolores de Cospedal, Esperanza Aguirre, Cristina Cifuentes, Fátima Báñez o Ana Pastor. De la vieja guardia de 1993 quedaban Rudi, Barberá y la propia Villalobos.
El 20 de febrero de 2019 anunció su retirada de la política activa coincidiendo con la disolución de las Cortes Generales el 5 de marzo, tras estar en ella de forma continuada de 1986 hasta esta fecha y mantener su escaño durante diez legislaturas.

## Reseña biográfica y vida personal
Nacida en Arroyo de la Miel, pedanía de Benalmádena (Málaga), es hija de un abogado originario de Argentina y de una ama de casa malagueña. Estudió Derecho en la Universidad de Sevilla, pero abandonó la carrera al quedarse embarazada de su primer hijo. Es funcionaria del Estado (escala administrativa), habiéndose desempeñado como tal en el Sindicato Vertical y posteriormente en el Ministerio de Cultura. Estaba casada con Pedro Arriola, exasesor del PP, de quien enviudó en 2022. Es madre de tres hijos. Vive entre Madrid y Torremolinos.

## Controversias
Su ideología, bastante alejada del conservadurismo tradicional, le ha hecho ganar fama de rebelde cuando se tratan temas sociales al haber actuado varias veces de forma distinta a la establecida por el partido, con marcados desplantes hacia el mismo; así en 1997 desde el PP se le reprochó el romper la disciplina en el debate de una proposición de ley sobre la regulación de las parejas de hecho. También se ausentó del Congreso en la votación en contra de la ampliación del aborto y en abril de 2005 fue sancionada económicamente por votar, por segunda vez, a favor de la legalización del matrimonio entre personas del mismo sexo. En mayo de 2013 abandonó el pleno del Congreso que debatía una reforma de la ley del aborto, al sentirse contrariada después de que la diputada del PP Beatriz Escudero afirmara que las mujeres que abortan suelen ser aquellas con menor nivel educativo, evitando así votar contra una moción del PSOE. Se ha discutido también si la tolerancia a esos desplantes tiene su origen en la posición de la que disfruta su marido como asesor del Partido Popular.
En cuanto a su capacidad política destacó el haber sido apartada de la alcaldía de Málaga, especialmente provocada por su proyecto de demoler el barrio de La Coracha, que contó con polémicas tales como el convocar un concurso de ideas para el que se gastó su presupuesto para premios, becas y pensiones de estudio e investigación. Una gestión que hizo que intelectuales como el escritor malagueño Juvenal Soto denunciasen que había sumido al Ayuntamiento en la opacidad y en el infortunio financiero.
También su aparición por las tertulias televisivas le ha jugado malas pasadas. El 11 de septiembre de 2011 se enzarzó en una pelea dialéctica con Pilar Rahola que, tras montar en cólera con ella tras afirmar que había llevado a sus hijos a colegios suizos, profirió hacia ella frases como «no tienes derecho a hablar de mis hijos. Has sido muy cerda, eres muy cerda y muy ruin el querer convertir un debate político en un debate personal. Si yo he mandado un año a mi hija a aprender inglés lo he pagado yo. Eres ruin, muy ruin».
Ya en el Congreso de los Diputados, el 22 de febrero de 2011 protagonizó un episodio en la Junta de Portavoces del Congreso al referirse a las condiciones de contratación de personal discapacitado en el Congreso como "el tema de los tontitos". El entonces presidente del Congreso, José Bono, tuvo que pedirle varias veces que dejase de emplear el término "tontito". El 17 de mayo de 2012 calificó de "machista" al diputado del PSOE José Martínez Olmos por calificar de "incompetente" a la ministra Ana Mato.
El 24 de febrero de 2015 fue grabada jugando al Candy Crush en su iPad durante la intervención del presidente del Gobierno, Mariano Rajoy, durante el debate sobre el estado de la nación siendo ella vicepresidenta primera del Congreso de los Diputados y presidiendo ella la sesión. Las redes sociales se llenaron de comentarios indignados por un comportamiento impropio de un cargo electo remunerado. Posteriormente, Villalobos explicó que el juego era Frozen: el reino del hielo y que lo tenía abierto porque su nieta jugaba en su iPad. Tardó 15 segundo en cerrarlo, tras comprobar como interactuaba con "un muñeco de hielo". Confesó que su error había sido negarlo en el primer momento y lamentó que su larga carrera de compromiso político y trabajo duro se viera puesta en duda por unos segundos. Además, criticó a la empresa propietaria de Candy Crash, que alcanzó mucha fama, obtuvo grandes beneficios por la publicidad gratuita conseguida y "ni siquiera me llamaron para darme las gracias".
A finales de agosto de 2018, fue relevada como representante del Partido Popular en la Diputación Permanente del Congreso, tras casi treinta años en este órgano parlamentario que funciona en los periodos no ordinarios y mientras las Cortes estén disueltas. Fue sustituida por Isabel María Borrego Cortés, que era suplente.
El 5 de mayo de 2020 se hizo pública su participación en MasterChef Celebrity, siendo la primera exministra de España en participar en un concurso. El 24 de noviembre de 2020 fue eliminada, quedando en séptimo puesto, a las puertas de la semifinal.
Ha sido asidua a programas de radio y televisión como tertuliana, popular y mediática. En 1995 debutó en el programa de Carlos Herrera en Canal Sur, televisión pública andaluza. En los años 90 comentaba la actualidad en Antena 3, en el programa de Jesús Hermida copresentado por Mercedes Milá, al que también se unieron como contertulianas colegas como Amparo Rubiales, Pilar Rahola o Cristina Almeida.
El 24 de mayo de 2021 anunció que fundaba un grupo de eSports, llamado Screenwolves. Resultó ser una campaña publicitaria para llamar la atención sobre los riesgos que tiene para la vista de las personas la exposición prolongada a las pantallas electrónicas.

## Televisión
| Año               | Programa             | Cadena         | Notas                        |
| ----------------- | -------------------- | -------------- | ---------------------------- |
| 2007              | El club de Flo       | La Sexta       | Concursante (9.ª expulsada)  |
| 2014              | Viajando con Chester | Cuatro         | Invitada                     |
| 2018 – 2019; 2021 | Ya es mediodía       | Telecinco      | Colaboradora e invitada      |
| 2018 – 2019; 2021 | Liarla Pardo         | La Sexta       | Colaboradora e invitada      |
| 2020              | MasterChef Celebrity | La 1           | Concursante (11.ª expulsada) |
| 2020              | El hormiguero        | Antena 3       | Invitada                     |
| 2021              | MasterChef           | La 1           | Invitada                     |
| 2021              | Roast Battle         | Comedy Central | Participante                 |
| 2021 – 2022       | Todo es mentira      | Cuatro         | Colaboradora                 |
| 2023              | laSexta Xplica       | La Sexta       | Colaboradora                 |
| 2023              | Cuentos chinos       | Telecinco      | Colaboradora                 |
| 2023              | La plaza de La 1     | La 1           | Colaboradora                 |

## Reconocimientos
En reconocimiento a su labor, ha recibido distinciones y galardones, entre otros:
- Dama gran cruz de la Real Orden de Isabel la Católica (Reino de España, 2016)
- Dama gran cruz de la Real Orden de Carlos III (Reino de España, 2002)